# Jules (livre)
Pour les articles homonymes, voir Jules.
Jules est un roman écrit par Didier Van Cauwelaert en mai 2015. 

## Résumé
Jules est un chien guide d'aveugle qui aide au quotidien sa maîtresse trentenaire, Alice. Ils font la rencontre de Zibal, un jeune homme qui vend des macarons à Orly Ouest. En aidant Alice dans une situation délicate, Jules se prend d'affection pour Zibal. 
Mais quand Alice retrouve la vue grâce à une opération, le monde de Jules est bouleversé . Il n'a plus besoin de l'aider dans ses tâches quotidiennes, et déprime. Alice décide alors de faire don de Jules à l'association qui lui a permis de l'obtenir, quelques années auparavant, afin qu'il trouve une personne à guider. Malheureusement, Jules se sauve de chez son nouveau maître, et retrouve Zibal. Le jeune homme comprend alors que l'animal n'a qu'une idée en tête : rejoindre sa maîtresse.